# Сила огня
«Сила огня» — кинофильм.

## Сюжет
ФБР пытается добраться до живущего на уединённом острове магната, имеющего связи в преступном мире. За ним также охотится вдова погибшего учёного, в смерти которого он виновен. Интересы федерального агентства и женщины с мечтой о мести совпадают, но агентство делает заказ на голову магната также некоему мафиозо…

## В ролях
- Софи Лорен
- Джеймс Коберн
- Илай Уоллак
- О. Дж. Симпсон
- Джейк ЛаМотта
- Энтони Франчоза
- Билли Барти — Доминик Карбоун